# Százhalombatta

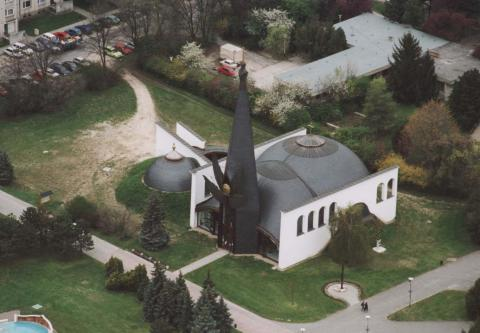
Szent Istvan i Százhalombatta.

Százhalombatta är en stad i provinsen Pest i Ungern i distriktet Érd. Százhalombatta hade år 2020 17 834 invånare.